# Tanaostigmodes lini
Tanaostigmodes lini is een vliesvleugelig insect uit de familie Tanaostigmatidae. De wetenschappelijke naam is voor het eerst geldig gepubliceerd in 1994 door Chou & Huang.